# Икарова синевка
Икаровите синевки (Polyommatus icarus) са вид средноголеми насекоми от семейство Lycaenidae. Те са пеперуди, разпространени в по-голямата част на Палеарктика и активни през деня.